# ソドムを去るロトとその家族
『ソドムを去るロトとその家族』（ソドムをさるロトとそのかぞく、英: The Flight of Lot and His Family from Sodom）は、フランドルのバロック期の画家ヤーコプ・ヨルダーンスに帰属される作品である。1618-1620年ごろ、キャンバス上に油彩で制作された。『旧約聖書』の「創世記」 (18章16-19) に記述されているロトにまつわる物語を主題としている。1613-1615年に制作されたピーテル・パウル・ルーベンスの『ソドムを去るロトとその家族』（ジョン・アンド・メイブル・リングリング美術館、サラソータ）にもとづいている。1978年に購入されて以来、東京の国立西洋美術館に所蔵されている。

## 主題
「創世記」の記述によると、ソドムとゴモラの町は悪徳と淫乱に満ちていた。ロトが移り住んでいたソドムは男色がはびこっていたため、神はゴモラとともに滅ぼそうとした。それを聞いたアブラハムはロトを救うために必死で神と交渉する。神は、ソドムを滅ぼす前に2人の天使を派遣して、様子を見ることにした。
ロトに歓待された天使たちは、彼に神がソドムを滅ぼそうとしているので、すぐ脱出しなくてはならないことを告げる。そして、ロトとその妻、娘たちに脱出する際、決して後ろを振り返ってはならないと忠告した。ロットの家族がソドムを去ると、神は硫黄と火をソドムとゴモラに降らせ、2つの町を焼き尽くした。この時、ロトの妻だけは後ろを振り返ってしまったので、塩の柱となってしまう。ロトと2人の娘たちは山の洞窟に身を寄せ、なんとか生き延びることができた。その後、ロトの娘たちは子孫が絶えることを危惧して、それぞれ父親を酔わせて交わり、彼の子供を産んだ。

## 作品

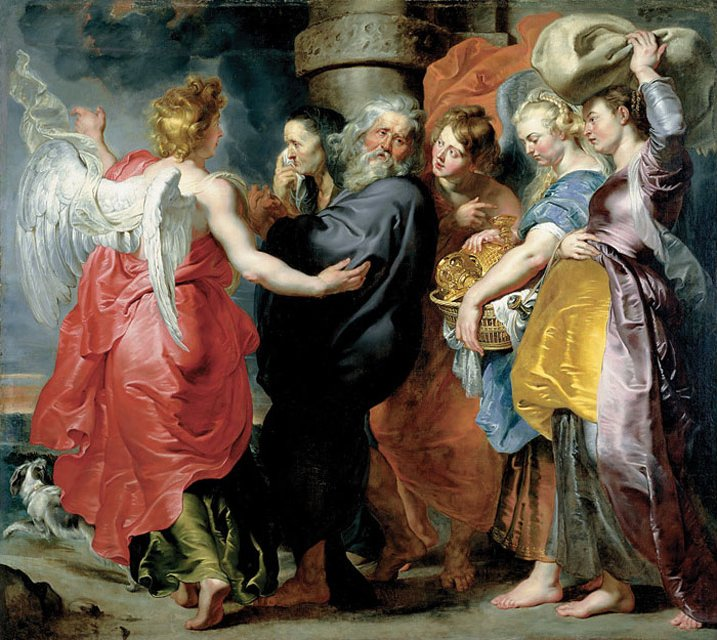
ピーテル・パウル・ルーベンス『ソドムを去るロトとその家族』 (1613-1615年)、ジョン・アンド・メイブル・リングリング美術館、サラソータ (フロリダ州)

本作は、2人の天使に付き添われ、滅亡するソドムの町から脱出するロトとその家族を表している。画面中央のロトの傍らでは年老いた妻が涙を拭っているが、塩の柱に変えられる彼女の運命を暗示しているのかもしれない。ロト夫妻の後ろ側には、運び出した家財を運ぶ娘たちが従っている
本作は、ながらくルーベンスの作品、あるいはルーベンスの工房作であると考えられていた。作品を所蔵する国立西洋美術館は1993年に「ソドムを去るロトとその家族－ルーベンスと工房」と題した企画展を開催したが、その際、本作をサイズと構図が微妙に異なるほかの類似作3点のうち2点 (ジョン・アンド・メイブル・リングリング美術館、およびバース美術館所蔵) といっしょに展示し、綿密な調査を行った。そして、ジョン・アンド・メイブル・リングリング美術館の作品をルーベンスのオリジナル、バース美術館の作品をそれにもとづく工房作と見なすにいたった。国立西洋美術館の本作はバース美術館の作品にもとづく自由な複製と見られ、逞しい肉体表現と冷たい薄黄色の使用を根拠にルーベンスの若き協力者であったヨルダーンスの手になると推測される。